# 楊秀
楊 秀（よう しゅう、573年 - 618年）は、中国の隋の文帝（楊堅）の四男。蜀王に封ぜられたが、庶人に落とされた。

## 経歴
楊堅と独孤伽羅の間の子として生まれた。開皇元年（581年）、隋が建てられると越王に封じられ、のち蜀王に移封された。また柱国・益州刺史・益州総管に任ぜられ、二十四州諸軍事を務めた。開皇2年（582年）、本官のまま位は上柱国・西南道行台尚書令に進んだ。開皇12年（592年）、内史令・右領軍大将軍となった。間もなく再び蜀に出鎮した。
楊秀は奢侈を好み、車馬や衣服は皇帝にしか許されないものを用いた。皇太子楊勇が廃位され晋王楊広が皇太子となると、楊秀は不満を漏らした。楊広は後の変事を恐れて、ひそかに楊素を使って楊秀の罪状を探し出し、密告させた。仁寿2年（602年）7月、楊秀は長安に召還されてその罪を責められ、同年12月に官爵を剥奪されて庶人に落とされた。後に諸子とともに軟禁された。
煬帝（楊広）の即位後も禁錮されたままであった。大業14年（618年）に宇文化及が煬帝を殺害すると、楊秀を皇帝に立てようとしたが議論によりしりぞけられた後、諸子とともに殺害された。

## 伝記資料
- 『隋書』巻四十五 列伝第十
- 『北史』巻七十一 列伝第五十九